# Límit
En matemàtiques, la noció de límit és força intuïtiva, malgrat la seva formulació abstracta. Amb l'objectiu de donar-ne una introducció simple, en aquest article es tracta només el cas de les successions de nombres reals i el cas de les funcions reals d'una variable real.

## Límit d'una successió

### Introducció
Les successions són les funcions amb domini de definició ℕ, o, a 
vegades ℤ (sobretot en anàlisi de Fourier). Aquí tractarem només el 
primer cas.
Ara, cada enter és un punt aïllat; en altres mots, no podem acostar-nos a 
{\displaystyle n\in \mathbb {N} } mitjançant diferents punts de ℕ.
Això implica que no es considera la idea de límit d'una successió en un enter finit: hi ha 
de fet només el seu valor.
Considerem doncs només la noció de límit per a {\displaystyle n\to +\infty }; l'anomenarem
«límit de la successió».

### Definició, convergència, divergència
- Cas del límit finit {\displaystyle l\in \mathbb {R} \,\!}: per a tot «descart de tolerància» {\displaystyle \epsilon >0\,\!} existeix un «enter de confidència» {\displaystyle N_{0}\in \mathbb {N} \,\!} tal que, per a tot n més gran que {\displaystyle N_{0}\,\!}, el valor {\displaystyle u_{n}\,\!} és prop de l per a menys de ε: {\displaystyle n\geq N_{0}\ \Rightarrow l-\epsilon \leq u_{n}\leq l+\epsilon \,\!}.

Quan existeix, el límit l és únic; s'escriu llavors {\displaystyle \lim(u_{n})_{n}=l\,\!}, i
es diu que {\displaystyle (u_{n})_{n}\,\!} tendeix (o també convergeix) cap a l.
Una successió que admet un límit finit és anomenada convergent. Hom té el teorema següent:
Cada successió convergent és fitada.
- Cas del límit infinit: distingim dos casos:

A) {\displaystyle +\infty \,} i B) {\displaystyle -\infty \,}.
Per a cada « llindar de tolerància » {\displaystyle M>0\,\!} cal que es pugui trobar un « enter de confidència »
{\displaystyle N_{0}\in \mathbb {N} \,\!} a partir del qual els valors de 
{\displaystyle \vert (u_{n})\vert \,} siguin superiors a {\displaystyle M\,\!} i els 
{\displaystyle (u_{n})\,} es mantinguin positius -en el cas A)- i negatius -en el cas B)-:
- {\displaystyle n\geq N_{0}\ \Rightarrow \vert u_{n}\vert \geq M\,\!} per a {\displaystyle \lim(u_{n})=+\infty \,\!}
- {\displaystyle n\geq N_{0}\ \Rightarrow u_{n}\leq M\,\!} per a {\displaystyle \lim(u_{n})=-\infty \,\!}.

A més, en el cas A) {\displaystyle n\geq N_{0}\ \Rightarrow u_{n}>0\,\!} i en el cas B) 
{\displaystyle n\geq N_{0}\ \Rightarrow u_{n}<0\,\!}.
Se diu llavors que {\displaystyle (u_{n})\,\!} tendeix (o divergeix) a: A) {\displaystyle +\infty \,\!}, B) {\displaystyle -\infty \,\!}.
NB: Es parla de successió convergent només quan una successió admet un límit 
finit, de successió divergent en els casos A) i B), de successió indeterminada 
en tots els altres casos.
NB: Es pot també parlar de límit {\displaystyle \infty \,\!} quan
{\displaystyle \lim {1 \over u_{n}}=0}. Això resumeix els casos A) i B) i, a més, el cas on 
{\displaystyle n\geq N_{0}\ \Rightarrow \vert u_{n}\vert \geq M\,\!} però els 
{\displaystyle (u_{n})} poden canviar signe de manera arbitrària.

### Sub-successions
Es parla de sub-successió de la successió {\displaystyle (u_{n})\,\!} quan se seleccionen "només uns quants"
elements de {\displaystyle (u_{n})\,\!}:
així es considera només una part de la informació. L'exemple més clàssic és aquell de les 
sub-successions {\displaystyle (u_{2n})\,\!}
dels termes de rang parell, i {\displaystyle (u_{2n+1})\,\!}
dels termes de rang imparell.
Més generalment, es designa amb el terme « extracció » cada aplicació 
{\displaystyle \phi \ :\ \mathbb {N} \to \mathbb {N} \,\!} estrictament creixent. Llavors una 
sub-successió és una successió de la forma {\displaystyle (u_{\phi (n)})\,\!}.
Una propietat important és que una successió {\displaystyle (u_{n})\,\!} admet límit (finit 
o infinit) si i només si cada sub-successió {\displaystyle (u_{\phi (n)})\,\!} admet el 
mateix límit.

### Linealitat del passatge al límit
L'operació de passatge al límit és lineal en el sentit següent :
si (xn) i (yn) són unes successions reals convergents i 
tals que lim xn = L i lim yn = P, llavors
- la successió (xn + yn) convergeix a L + P.
- Si a és un nombre real, llavors la successió (a xn) convergeix a L.

Així, el conjunt C de totes les successions reals convergents és un espai vectorial
real i l'operació de passatge al límit és una forma lineal real sobre C. Si 
(xn) i (yn) són unes successions reals convergents amb 
límits L i P respectivament, llavors la successió 
(xnyn) convergeix a LP. Doncs l'espai 
vectorial C és de fet una àlgebra real.
Si P no és 0, llavors es pot trobar {\displaystyle N\in {\mathbb {N} }} tal que la successió (xn/yn), amb {\displaystyle n\geq N} és bé definita i convergent amb límit L/P.
Cada successió convergent és fitada, puix que tots els termes, salvat un nombre finit, estan dins un interval al voltant del límit.
Si (xn) és una successió de reals, fitada damunt i creixent (-o també fitada davall i decreixent-), llavors és convergent.
Cada successió de Cauchy de nombres reals és convergent, o més simplement: el 
conjunt dels nombres reals és complet.

### Exemples
- La successió (1/1, 1/2, 1/3, 1/4, ...) de nombres reals és convergent, amb límit 0.
- La successió (3, 3, 3, 3, 3, ...) és convergent de límit 3.
- La successió {\displaystyle n\mapsto u(n):=(-1)^{n}=(-1,1,-1,1,...)} no és convergent, però les seves sub-successions {\displaystyle n\mapsto u(2n)} i {\displaystyle n\mapsto u(2n+1)} ho són.
- La successió (1, -2, 3, -4, 5, ...) té límit {\displaystyle \infty }.
- La successió (1/2, 1/2 + 1/4, 1/2 + 1/4 + 1/8, 1/2 + 1/4 + 1/8 + 1/16, ...) és convergent, amb límit 1. Aquesta successió és un exemple de sèrie geomètrica.
- Si a és un nombre real de valor absolut |a| < 1, llavors la successió de terme general an té límit 0.
- Si a >0, llavors la successió de terme general a1/n té límit igual a 1.
- La successió {\displaystyle n\mapsto u(n):=(1+1/n)^{n}} convergeix a e i, per a tot nombre real (de fet complex) x, la successió {\displaystyle n\mapsto u(n):=(1+x/n)^{n}} convergeix a {\displaystyle e^{x}}.

## Límits de funcions
Convé distingir el cas del límit en un punt real finit i el cas del límit a l'infinit ("positiu" o "negatiu").

### Límit d'una funció a un punta

#### Definició
Sigui {\displaystyle f(x)\,\!} : {\displaystyle \ R\to \mathbb {R} }

{\displaystyle \lim _{x\to a}f(x)} = {\displaystyle \ l\in \mathbb {R} } ⇔ ∀ε>0, ∃ {\displaystyle \ \delta } > 0 / ∣f(x)-L∣ < ε, ∀x ∈ (a- {\displaystyle \ \delta },a) ∪ (a, a+{\displaystyle \ \delta })

#### Límits finits

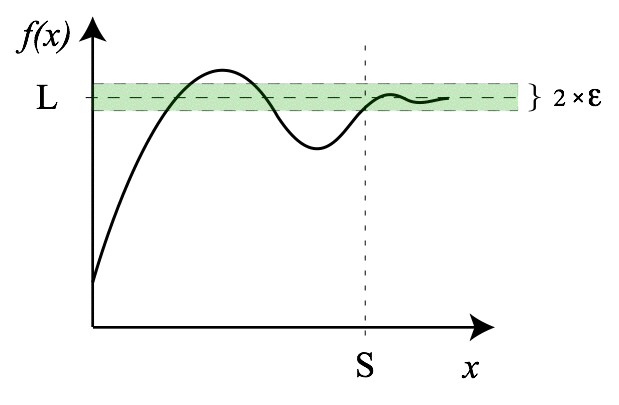
El límit de una funció a més infinit és L si, per a
tot ε > 0 existeix S > 0; tal que < ε per a tot x >
S.

Si {\displaystyle \ f} és una funció real de variable real i {\displaystyle \ a} un punt
del domini de definició de f, es diu que {\displaystyle \ l\in \mathbb {R} } és el límit de
{\displaystyle \ f} en {\displaystyle \ a} si :
- intuïtivament, {\displaystyle \ f(x)} s'acosta a {\displaystyle \ l} en la mesura que {\displaystyle \ x} s'acosta a {\displaystyle \ a} ;
- amb més rigor, per a tot « descart de tolerància » {\displaystyle \ \epsilon >0} es pot trobar un « descart de confidència » {\displaystyle \ \delta >0} tal que, quan {\displaystyle \ x} és prop de {\displaystyle \ a} a menys de {\displaystyle \ \delta }, llavors {\displaystyle f(x)} és prop de {\displaystyle \ l} a menys de {\displaystyle \ \epsilon }.

En símbols:
{\displaystyle a-\delta \leq x\leq a+\delta \ \Rightarrow \ l-\epsilon \leq f(x)\leq l+\epsilon }

(il·lustració 1)
En altres mots, es pot fer {\displaystyle f(x)\,\!} tant prop de {\displaystyle l\,\!} que se 
vol, sobre un interval -si prou petit-, al voltant de {\displaystyle a\,\!}.
En aquest cas, s'escriu {\displaystyle \lim _{x\to a}f(x)=l\,\!}.

#### Límits infinits
Pot també succeir que al punt {\displaystyle a\,\!} la funció {\displaystyle f\,\!} no hi hagi 
límit finit, sinó infinit.
Això vol dir que, s'acostant a {\displaystyle a\,\!} el valor de {\displaystyle f\,\!} "s'acosta" a {\displaystyle +\infty \,\!} o a {\displaystyle -\infty \,\!}; és a dir, esdeven grand
 quant se vol en valor absolut i es manten de signe positiu (cas de {\displaystyle +\infty \,\!}) o negatiu ({\displaystyle -\infty \,\!}).
La formulació matemàtica és llavors la següent : per a cada « llindar de tolerància » 
{\displaystyle M>0\,\!} es pot trobar un « descart de confidència » {\displaystyle \delta >0\,\!} tal que, dès que {\displaystyle x\,\!} és prop de {\displaystyle a\,\!} a menys 
de {\displaystyle \delta \,\!}, llavors {\displaystyle \vert f(x)\vert \,\!} és major que 
{\displaystyle M\,\!} i {\displaystyle f\!} es manten de signe constant:
{\displaystyle a-\delta \leq x\leq a+\delta \ \Rightarrow \vert \ f(x)\vert \geq M} i: 
{\displaystyle f(x)>0} per al cas del límit {\displaystyle +\infty }, {\displaystyle f(x)<0} per al cas
del límit {\displaystyle -\infty }.

(il·lustració 2)
En altres mots, es pot fer {\displaystyle f(x)\,\!} tant prop de {\displaystyle \pm \infty } que 
se vol, sobre un interval -si prou petit-, al voltant de {\displaystyle a\,\!}.
En aquest cas s'escriu {\displaystyle \lim _{x\to a}f(x)=+\infty \,\!} (o {\displaystyle \lim _{x\to a}f(x)=-\infty \,\!}).

#### Infinit sense signe
NB: També per a les funcions de variable real (però és més utilitzat a l'anàlisi complexa),
es pot parlar de límit {\displaystyle \infty \,\!}, quan
{\displaystyle \lim _{x\to a}{1/f(x)}=0}. Això resumeix els casos {\displaystyle \pm \infty \,\!} i, a més, el cas on {\displaystyle a-\delta \leq x\leq a+\delta \ \Rightarrow \vert \ f(x)\vert \geq M} però {\displaystyle f} pot canviar signe de manera arbitrària. Això 
no pot succeir per a funcions contínues en {\displaystyle (a-\delta ,x)\bigcup (x,a+\delta )}.

### Límits per l'esquerra, per la dreta
Pot succeir també que el comportament local de la funció {\displaystyle f\,\!} sigui 
different « per l'esquerra » de {\displaystyle a\,\!} (és a dir per a les {\displaystyle x<a\,\!}) i 
« per la dreta » de {\displaystyle a\,\!} (és a dir per a les {\displaystyle x>a\,\!}). Per 
exemple, una funció pot admetre un límit per la dreta i no per l'esquerra, o també admetre dos 
límits diferents de cada costat.

(il·lustració 3)
Hom és doncs portat a introduir les nocions de límit per la dreta i per l'esquerra; la sola 
diferència amb els límits « normals » és que la proximitat de {\displaystyle f(x)\,\!} amb 
{\displaystyle l\,\!} o {\displaystyle \pm \infty \,\!} és demanada només per a un costat de 
{\displaystyle a\,\!}. Les definicions i notacions corresponents esdevenen doncs :
- per al límit per l'esquerra :

{\displaystyle \lim _{x\to a,x<a}f(x)=l,\!} quan 
{\displaystyle a-\delta \leq x<a\ \Rightarrow \ l-\epsilon \leq f(x)\leq l+\epsilon }
{\displaystyle \lim _{x\to a,x<a}f(x)=+\infty \,\!} quan
{\displaystyle a-\delta \leq x<a\ \Rightarrow \ f(x)\geq M}

- per al límit per la dreta :

{\displaystyle \lim _{x\to a,x>a}f(x)=l,\!} quan
{\displaystyle a<x\leq a+\delta \ \Rightarrow \ l-\epsilon \leq f(x)\leq l+\epsilon }
{\displaystyle \lim _{x\to a,x>a}f(x)=+\infty \,\!} quan
{\displaystyle a<x\leq a+\delta \ \Rightarrow \ f(x)\geq M}
Les nocions de límit per la dreta i per l'esquerra són menys resrictives que la noció clàssica
de límit « bilateral » : una funció pot tenir un límit per l'esquerra i un límit per la dreta sense tenir
un límit bilateral. De fet hom heu la propietat:
Una funció té un límit en un punt {\displaystyle a\,\!} si i només si té un límit per l'esquerra
{\displaystyle l_{e}\,\!} i un límit per la dreta {\displaystyle l_{d}\,\!} i aquests són iguals : 
{\displaystyle l_{g}=l_{d}\,\!}

### Límit d'una funció a l'infinit
Ara considerem el comportament d'una funció f -definida per a cada x prou gran en 
valor absolut- « als límits » del domini de definició, sigui quan {\displaystyle x\,\!} creix 
indefinidament (límit en {\displaystyle +\infty }), sigui quan {\displaystyle x\,\!} decreix 
indefinidament (límit en {\displaystyle -\infty }).
Es pot notar que, en aquest context, la noció de límit per la dreta o per l'esquerra no heu sentit;
de fet els límits en {\displaystyle +\infty } són sempre uns límits per l'esquerra i els límits en 
{\displaystyle -\infty } són sempre uns límits per la dreta.

#### Límits finits
Direm que la funció {\displaystyle f\,\!} admet el límit finit {\displaystyle l\,\!} en 
{\displaystyle +\infty } si{\displaystyle f(x)\,\!} s'acosta a {\displaystyle l\,\!} en la mesura 
que {\displaystyle x\,\!} esdeven més gran (o « tendeix a {\displaystyle +\infty \,\!} »).
Matemàticament, això és traduït mitjançant el fet que, per a tot « descart de tolerància » 
{\displaystyle \epsilon >0\,\!} es pot trobar una « llindar de confidència » {\displaystyle M>0\,\!} després de la qual la nostra funció 
prendrà valors dintre de l'interval de tolerància, de centre {\displaystyle l\,\!} i radi 
{\displaystyle \epsilon \,\!}, és a dir:
{\displaystyle x\geq M\ \Rightarrow }{\displaystyle \ l-\epsilon \leq f(x)\leq l+\epsilon }
En altres mots, es pot fer {\displaystyle f(x)\,\!} tant prop de {\displaystyle l\,\!} que se 
vol, a partir d'una llindar convenient, és a dir prou gran. En aquest cas s'escriu 
{\displaystyle \lim _{x\to +\infty }f(x)=l\,\!}.
Tot això s'adapta senzillament al cas del límit en {\displaystyle -\infty } : es diu que 
{\displaystyle f(x)\,\!} tendeix a {\displaystyle l\,\!} quan {\displaystyle x} tendeix a 
{\displaystyle -\infty } si per a tot descart {\displaystyle \epsilon >0\,\!} es pot trobar una 
llindar {\displaystyle M<0\,\!} tal que: {\displaystyle x\leq M\ }{\displaystyle \Rightarrow \ l-\epsilon \leq f(x)\leq l+\epsilon }, i s'escriurà {\displaystyle \lim _{x\to -\infty }f(x)=l\,\!}.

#### Límits infinits
Direm que la funció {\displaystyle f\,\!} admet el límit {\displaystyle \pm \infty \,\!} en 
{\displaystyle +\infty } si{\displaystyle \vert f(x)\vert \,\!} esdevé arbitràriament gran
en la mesura que {\displaystyle x\,\!} esdevé més gran (o « tendeix a 
{\displaystyle +\infty \,\!} »). De més, {\displaystyle f(x)\,\!} resta amb signe positiu 
({\displaystyle +\infty \,\!}) o negatiu ({\displaystyle -\infty \,\!}) per a tals x. La 
permanència del signe no és demanada si hom parla només de límit 
{\displaystyle \infty \,\!}.
Matemàticament, això es tradueix mitjançant el fet que, per a tot « llindar de tolerància » 
{\displaystyle K>0\,\!} es pot trobar un «llindar de confidència» {\displaystyle M>0\,\!}
després del qual la nostra funció prendrà valors dintre de l'interval de tolerància, és a dir
{\displaystyle (K,+\infty )\,\!} (cas 
{\displaystyle +\infty \,\!}), {\displaystyle (-\infty ,-K)\,\!} (cas {\displaystyle -\infty \,\!}) o 
{\displaystyle (-\infty ,-K)\bigcup (K,+\infty )\,\!} (cas {\displaystyle \infty \,\!}).

(il·lustració 5)
En altres mots, es pot fer {\displaystyle f(x)\,\!} tant prop de {\displaystyle \pm \infty \,\!} (o 
{\displaystyle \infty \,\!}) que se vol, a partir d'una llindar convenient, és a dir prou gran.
En aquest cas s'escriu {\displaystyle \lim _{x\to +\infty }f(x)=\pm \infty \,\!} o {\displaystyle \lim _{x\to +\infty }f(x)=\infty \,\!}.
Tot això s'adapta senzillament al cas del límit en {\displaystyle -\infty } : direm que la 
funció {\displaystyle f\,\!} admet el límit {\displaystyle \pm \infty \,\!} en 
{\displaystyle -\infty } si{\displaystyle \vert f(x)\vert \,\!} esdeven arbitràriament gran
en la mesura que {\displaystyle x\,\!} esdeven més gran en valor absolut, mes ha signe 
negatiu (o « tendeix a {\displaystyle -\infty \,\!} »). De més, {\displaystyle f\,\!} resta amb 
signe positiu ({\displaystyle +\infty \,\!}) o negatiu ({\displaystyle -\infty \,\!}) per a tals x.
La permanència del signe no és demanada si hom parla només de límit 
{\displaystyle \infty \,\!}.
Matemàticament, això es tradueix mitjançant el fet que, per a tot « llindar de tolerància » 
{\displaystyle K>0\,\!} es pot trobar un « llindar de confidència » {\displaystyle M<0\,\!}
abans del qual la nostra funció 
prendrà valors dintre de l'interval de tolerància, és a dir {\displaystyle (K,+\infty )\,\!} (cas 
{\displaystyle +\infty \,\!}), {\displaystyle (-\infty ,-K)\,\!} (cas {\displaystyle -\infty \,\!}) o 
{\displaystyle (-\infty ,-K)\bigcup (K,+\infty )\,\!} (cas {\displaystyle \infty \,\!}).

(il·lustració 6)
En altres mots, es pot fer {\displaystyle f(x)\,\!} tant prop de {\displaystyle \pm \infty \,\!} (o 
{\displaystyle \infty \,\!}) que se vol, a partir d'una llindar convenient, és a dir prou gran.
En aquest cas s'escriu {\displaystyle \lim _{x\to +\infty }f(x)=\pm \infty \,\!} o {\displaystyle \lim _{x\to +\infty }f(x)=\infty \,\!}.
L'operació de passatge al límit (o al límit per la dreta/esquerra) és lineal també per a les 
funcions de variable real, en el sentit següent: sigui x0 un punt de la dreta
real acabada, és a dir un nombre real finit o {\displaystyle \pm \infty }.
- Si f i g són unes funcions de variable real que admeten límits L i P a x0, llavors també la funció f+g hi admet límit, i aquest límit és L+P.
- Si a és un nombre real, llavors la funció a f admet límit a x0, i aquest límit és aL.

Així, el conjunt K de totes les funcions que admeten límit a x0 és un 
espai vectorial real i l'operació de passar al límit és una forma lineal real sobre K.
Si f i g són unes funcions de variable real que admeten límits L i P a x0,
llavors també la funció fg hi admet límit, i aquest límit és LP, així l'espai vectorial K es de fet 
una àlgebra real.
Si P no és 0, llavors es pot trobar 
un interval al voltant de x0 on f/g està ben definida; el seu límit a 
x0 és L/P.

### Exemples
- El límit de {\displaystyle x\mapsto {\frac {1}{x}}} quan x tendeix a {\displaystyle \pm \infty } és igual a 0.

Clau de la demostració per a {\displaystyle +\infty }: si {\displaystyle x\geq M}, llavors {\displaystyle {\frac {1}{x}}\leq 1/M}.
- El límit per la dreta de {\displaystyle x\mapsto {\frac {1}{x}}} quan x tendeix a 0 (0+) és {\displaystyle +\infty }.

Clau de la demostració: si {\displaystyle 0<x\leq \delta }, llavors {\displaystyle {\frac {1}{x}}\geq {\frac {1}{\delta }}}.
- El límit per l'esquerra de {\displaystyle x\mapsto {\frac {1}{x}}} quan x tendeix a 0 (0-) és {\displaystyle -\infty }.
- El límit (bilateral) de {\displaystyle x\mapsto {\frac {1}{x}}} quan x tendeix a 0 és {\displaystyle \infty } sense signe, és a dir {\displaystyle x\mapsto {\frac {1}{1/x}}} tendeix a 0 quan x tendeix a 0, puix que {\displaystyle {\frac {1}{1/x}}=x}. Recordeu que

{\displaystyle \infty } sense signe és més utilitzat en anàlisi complexa. Vegeu també la nota anterior.
- El límit de {\displaystyle x\mapsto x^{2}} quan x tendeix a 3 és igual a 9 (En aquest cas la funció és definita i contínua en aquest punt, i el valor de la funció és igual al seu límit).

Clau de la demostració: si {\displaystyle 2\leq x\leq 4}, llavors {\displaystyle \vert x^{2}-9\vert =\vert (x+3)\vert \cdot \vert (x-3)\vert \leq 7\cdot \vert (x-3)\vert }.
- El límit de {\displaystyle x\mapsto \vert x\vert ^{\vert x\vert }} quan x tendeix a 0 és igual a 1.
- El límit de {\displaystyle x\mapsto {\frac {(a+x)^{2}-a^{2}}{x}}} quan x tendeix a 0 és igual a 2a.
- El límit per la dreta de {\displaystyle x\mapsto {\frac {\vert x\vert }{x}}} quan x tendeix a 0 és igual a 1; el límit per l'esquerra és igual a -1.
- El límit de {\displaystyle x\mapsto {\frac {\sin x}{x}}} quan x tendeix a 0 és igual a 1.
- El límit de {\displaystyle x\mapsto {\frac {\cos(x)-1}{x}}} quan x tendeix a 0 és igual a 0.
- El límit de {\displaystyle x\mapsto {\frac {\cos(x)-1}{x^{2}}}} quan x tendeix a 0 és igual a -1/2.
- El límit de {\displaystyle x\mapsto {\frac {\sin x}{x}}+\vert x\vert ^{\vert x\vert }} quan x tendeix a 0 és igual a 2.
- El límit de {\displaystyle x\mapsto {\frac {\sin x}{x}}\cdot \vert x\vert ^{\vert x\vert }} quan x tendeix a 0 és igual a 1.

## Lligam entre els límits de successions i de funcions
Es pot provar que {\displaystyle \lim _{x\to +x_{0}}f(x)=y_{0}\Leftrightarrow \lim _{n\to \infty }f(u_{n})=y_{0}} per a cada successió {\displaystyle \left\{u_{n}\right\}_{n=1}^{\infty }} tal que {\displaystyle \lim _{n\to \infty }u_{n}=x_{0}}, és a dir per a cada successió convergent a {\displaystyle x_{0}}.